# Quinta Alegre
A Quinta Alegre ou Quinta dos Marqueses de Alegrete é uma quinta localizada no Campo das Amoreiras, freguesia da Charneca, na Grande Lisboa. Também é conhecida por Quinta das Flores, Quinta da Marqueza ou do Fanqueiro.
Está classificada como Imóvel de Interesse Público.

## História
A Quinta foi construída nos inícios do século XVIII como solar de veraneio por Manuel Teles da Silva, 1º Marquês de Alegrete e 1º Conde de Vilar Maior, que iniciou os trabalhos no palácio e jardins. O palácio, de arquitectura simples em estilo tardo-barroco, é de planta rectangular e dois pisos, como sacadas de ferro forjado no piso superior. O casarão possui cunhais de cantaria nos cantos e pilastras nos panos das paredes.
Destacam-se no interior e pátio muitos azulejos colocados na segunda metade do século XVIII. Em 1819, quando o proprietário da quinta era José Bento de Araújo, os tectos e paredes dos interiores foram decorados com pinturas neoclássicas de grande qualidade. A data de 1819 aparece no portão de ferro forjado da propriedade.
Em 1983 a quinta foi comprada pela Santa Casa da Misericórdia de Lisboa e reabilitada em 2017.